# Aluniș (Prahova)
Aluniş è un comune della Romania di 3 713 abitanti, ubicato nel distretto di Prahova, nella regione storica della Muntenia. 
Il comune è formato dall'unione di 2 villaggi: Aluniș e Ostrovu.